# Severn
A Severn (walesiül Afon Hafren, latinul Sabrina)  Nagy-Britannia leghosszabb folyója, hossza 392 kilométer, és a Shannon utáni második leghosszabb folyó a Brit-szigeteken. 610 méteres magasságon ered a walesi Plynlimonban, Llanidloes város mellett, a Cambriai-hegységben. Átfolyik Shropshire, Worcestershire és Gloucestershire megyéken valamint Shrewsbury, Worcester és Gloucester városokon. Torkolata a Bristoli-csatornában van. Vízgyűjtő területe 11420 km², legfontosabb mellékfolyói a Vyrnwy, a Teme, az Avon és a Stour.

## Fordítás
Ez a szócikk részben vagy egészben  a   River Severn című angol Wikipédia-szócikk ezen változatának fordításán alapul.  Az eredeti cikk szerkesztőit annak laptörténete sorolja fel. Ez a jelzés csupán a megfogalmazás eredetét és a szerzői jogokat jelzi, nem szolgál a cikkben szereplő információk forrásmegjelöléseként.